# Mühlauer Brücke
Die Mühlauer Brücke (ursprünglich Saggenbrücke, 1843–1938 und noch umgangssprachlich Kettenbrücke) ist eine Straßenbrücke über den Inn in Innsbruck. Sie verbindet Mühlau am linken mit dem Saggen am rechten Innufer.

## Geschichte

### Holzbrücken (1581–1843)
Bis in die beginnende Neuzeit war die Innbrücke zwischen der Altstadt und Mariahilf-St. Nikolaus die einzige feste Innquerung im Raum Innsbruck. Nachdem der Saggen, ein wie ein „Sack“ von Inn und Sill eingeschlossenes Gebiet, im 16. Jahrhundert zunehmend für höfische Zwecke (Hofgarten, Tiergarten, Lusthaus) genutzt wurde, ließ Erzherzog Ferdinand II. 1581 an seinem nördlichen Ende eine Brücke über den Inn erbauen. Sie diente der schnelleren Verbindung Innsbrucks (insbesondere der Hofburg) mit Hall und war der erste Schritt des Ausbaus dieser Strecke, dem 1585 der Bau der Straße durch die Haller Au am Talboden folgte. Bis dahin verlief der Verkehr zwischen Innsbruck und Hall über die alte Innbrücke, St. Nikolaus und die MARTHA-Dörfer am Hang der Nordkette. Die Saggenbrücke war zunächst dem Hof vorbehalten, 1643 wurde sie gegen einen Brückenzoll für den allgemeinen Verkehr freigegeben.
Die Brücke bestand anfangs aus Holz und wurde häufig von Hochwasser beschädigt oder zerstört und neu gebaut. 1728 hatte sie fünf Pfeiler, 1802 drei und 1822 zwei. Spätestens seit 1595 führte eine Wasserleitung von Mühlau über die Brücke zur Versorgung des Hofes nach Innsbruck.

### Kettenbrücke (1843–1938)

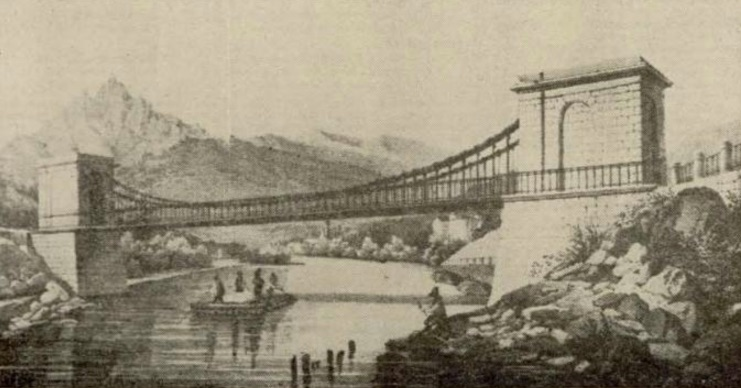
Die Kettenbrücke nächst Innsbruck, Lithographie von Basilio Armani, vor 1900

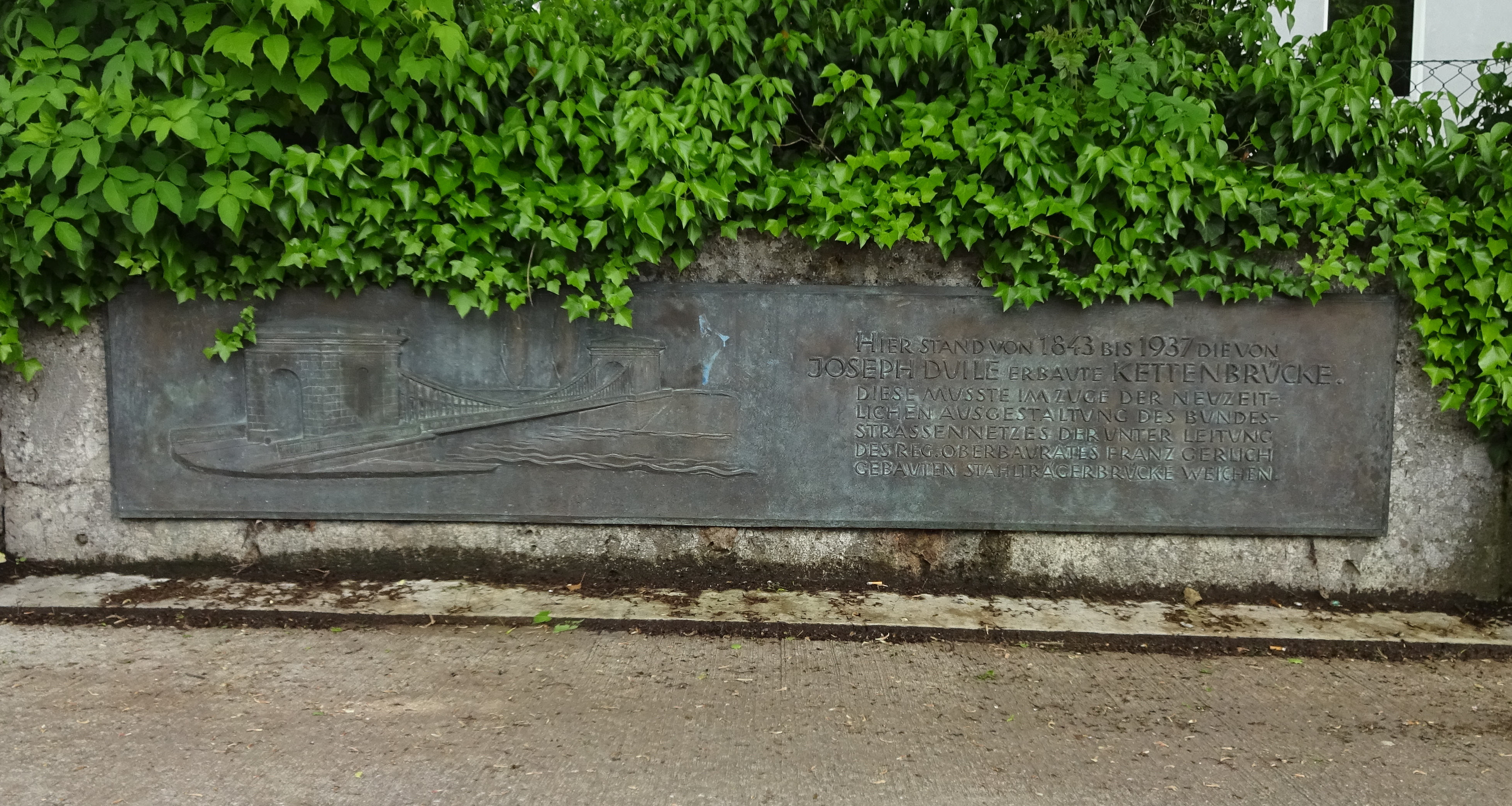
Gedenktafel für die Kettenbrücke

1837 empfahl die Innsbrucker Baudirektion, die hölzerne Brücke durch eine Kettenbrücke zu ersetzen. Kaiser Ferdinand I. erteilte am 23. Jänner 1838 die Baugenehmigung, mit der Planung und Bauleitung wurde Josef Duile beauftragt.
Am 14. Dezember 1838 begannen die Arbeiten. Im November und Dezember 1842 wurden die Ketten von Turm zu Turm gelegt, am 15. Juli 1843 erfolgte eine Belastungsprobe, anschließend wurde die Brücke ohne Feierlichkeiten dem Verkehr übergeben. Sie war die einzige Kettenbrücke in Tirol und galt als schönste, aber auch teuerste Kettenbrücke der österreichisch-ungarischen Monarchie. Die Kosten waren von veranschlagten 113.000 Gulden auf 206.000 Gulden gestiegen.
Die Brücke hatte zwei rund 16 m hohe Tortürme aus Nagelfluhquadern mit Widerlagern und überspannte den rund 75 m breiten Inn ohne Flusspfeiler. Die beiden tragenden Ketten bestanden aus je 54 frei sichtbaren, 1,85 m langen Kettengliedern aus je 7 Lamellen. Das Gesamtgewicht der beiden Ketten betrug 56 Tonnen. Von den Kettengliedern hingen je 51 schmiedeeiserne Stangen herab, die mittels 46 lärchener Durchzüge und entsprechender Enden den Unterbau der Brücke trugen. Die Fahrbahn bestand aus einem Stöckelpflaster aus Eichenholz, ab 1873 aus Granitwürfeln. Die Spannweite von Turm zu Turm betrug 75,85 m, die Breite der Brücke 9,8 m, davon entfielen 5,4 m auf die Fahrbahn und je 1,8 m auf die beiden Gehsteige.
Erst 1870 wurden die Pfähle der früheren Holzbrücke entfernt. Die 1891 eröffnete Lokalbahn Innsbruck–Hall in Tirol überquerte den Inn auf einer eigenen Brücke neben der Kettenbrücke.

### Stahlbetonbrücke (seit 1939)
Da die Kettenbrücke dem gestiegenen Verkehr nicht gewachsen war und die Tragfähigkeit auf 3 t herabgesetzt werden musste, beschloss der Gemeinderat am 23. Oktober 1936 einen Neubau, der den Inn nicht mehr rechtwinklig, sondern, in Verlängerung der Straßenführung des Rennwegs, schräg überquert. Der geplante Abbruch der Kettenbrücke führte zu erheblichen Bürgerprotesten. Am 15. November 1937 wurde mit dem Bau begonnen, ab Februar 1938 wurde die Kettenbrücke abgebrochen und am 5. August 1939 war die neue Brücke fertiggestellt. Die Kosten wurden zu einem großen Teil von der Bundesstraßenverwaltung getragen, den Rest teilten sich die Stadt Innsbruck, die Gemeinde Mühlau und die Lokalbahngesellschaft.
Die eiserne Vollwandträgerbrücke führt auf zwei gemauerten Flusspfeilern schräg über den Inn. Die Flusspfeiler wurden mit eisernen Spundwänden 3,5 m unter der Flusssohle gegründet und mit Ötztaler Granit verkleidet. Für die Widerlager wurden die Nagelfluhsteine der Kettenbrücke verwendet. Die Länge beträgt 106,5 m, die Breite 17 m. Auf der östlichen Seite verliefen bis zu ihrer Stilllegung die Gleise der Lokalbahn.
Im Herbst 2019 wurde die Brücke generalsaniert und die Verkehrslenkung verändert.

## Gestaltung

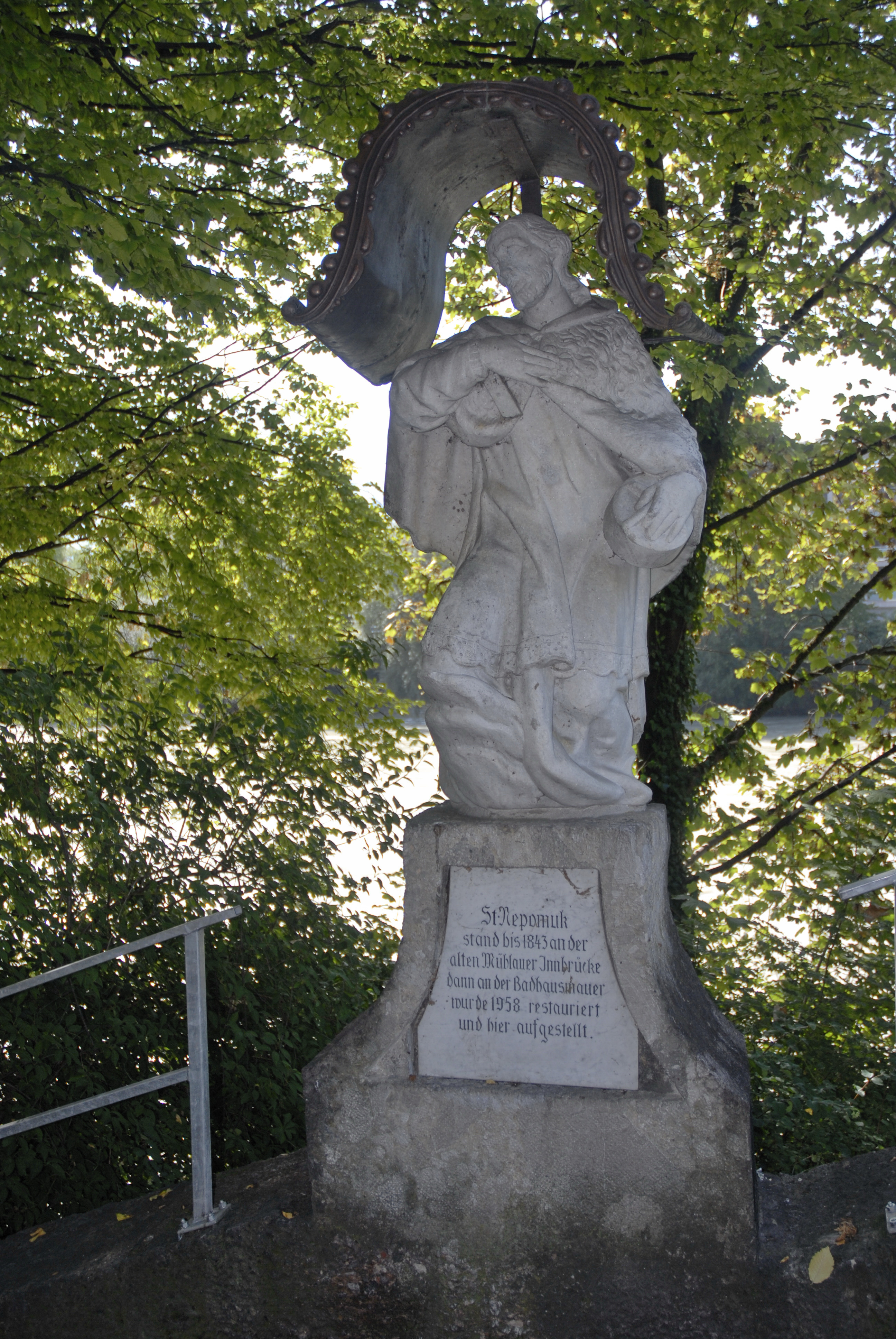
Nepomuk-Statue

Bis 1843 stand an der Brücke eine barocke Steinfigur des Brückenheiligen Johannes Nepomuk aus dem 18. Jahrhundert. Diese wurde nach dem Bau der Kettenbrücke an die Mauer des Mühlauer Badhauses versetzt und 1958 im Traklpark nahe des nördlichen Brückenkopfs aufgestellt. Gegenüber auf der Westseite steht eine 1957 von Erich Keber geschaffene Marmorstatue des hl. Jakobus, die sich ursprünglich am Domplatz befand. Am südlichen Brückenkopf an der Ostseite erinnert eine Gedenktafel an die ehemalige Kettenbrücke und ihren Erbauer Josef Duile.

## Verkehr
Die Mühlauer Brücke verbindet als Teil der B 171 Tiroler Straße die Haller Straße mit dem Rennweg und dient der Verbindung der Innenstadt mit den nordöstlich des Inns gelegenen Stadtteilen. Sie verfügt über vier Fahrspuren sowie Gehsteige an beiden Seiten.